# James Milner
James Philip Milner (Leeds, 4 de janeiro de 1986) é um futebolista inglês que atua como lateral, volante e meia central. Atualmente, joga no Brighton & Hove Albion.

## Carreira

### Manchester City
Em agosto de 2010 foi contratado pelo Manchester City em um negócio envolvendo 17 milhões de libras (20 milhões de euros) e a ida de Stephen Ireland para o Aston Villa como contrapeso em um valor estipulado de 8 milhões de libras (10 milhões de euros). Como jogador do City, conquistou 2 vezes a Premier League. Deixou os Citizens em junho de 2015, com 203 jogos e 18 gols.

### Liverpool
Em junho de 2015, o Liverpool anuncia a sua contratação, sem custos, ao final de seu contrato com os Citizens. Em 2019, conseguiu seu primeiro título com os Reds, sendo esse justamente a Liga dos Campeões da UEFA.
James Milner passou oito temporadas em Anfield, onde foi importante no elenco de Jürgen Klopp nas conquistas de vários os títulos, da Premier League à Champions League. Pelo Liverpool, foram 332 jogos em todas as competições e sete grandes títulos conquistados, sendo a Premier League na temporada 2019/20 e a Champions League em 2018/19 os principais destaques.

### Brighton
James Milner foi anunciado em 16 de junho de 2023, como novo reforço do Brighton, ele assinou contrato por uma temporada.

## Seleção Inglesa
Em 2010, após uma destacável temporada pelo Aston Villa, foi convocado pelo técnico Fabio Capello para compor o elenco do English Team na Copa do Mundo. Em 5 de agosto de 2016, anunciou sua aposentadoria da Seleção Inglesa.

## Títulos
Newcastle United
- Copa Intertoto da UEFA: 2006

Manchester City
- Campeonato Inglês: 2011–12, 2013–14
- Copa da Inglaterra: 2010–11
- Copa da Liga Inglesa: 2013–14, 2015–16
- Supercopa da Inglaterra: 2012

Liverpool
- Copa do Mundo de Clubes da FIFA: 2019
- Liga dos Campeões da UEFA: 2018–19
- Supercopa da UEFA: 2019
- Campeonato Inglês: 2019–20
- Copa da Inglaterra: 2021–22
- Copa da Liga Inglesa: 2021–22
- Supercopa da Inglaterra: 2022